# Olympische Sommerspiele 1960/Teilnehmer (Tunesien)
| Gelbes Symbol für Goldmedaillen mit stilisierten Olympischen Ringen | Graues Symbol für Silbermedaillen mit stilisierten Olympischen Ringen | Braundes Symbol für Bronzemedaillen mit stilisierten Olympischen Ringen |
| ------------------------------------------------------------------- | --------------------------------------------------------------------- | ----------------------------------------------------------------------- |
| —                                                                   | —                                                                     | —                                                                       |

Tunesien nahm an den Olympischen Sommerspielen 1960 in Rom mit einer Delegation von 42 männlichen Athleten an 22 Wettkämpfen in sieben Sportarten teil. Ein Medaillengewinn gelang keinem der Athleten. Es war die erste Teilnahme Tunesiens an Olympischen Sommerspielen.

## Teilnehmer nach Sportarten

### Boxen
- Tahar Ben Hassan
Bantamgewicht: in der 1. Runde ausgeschieden

- Noureddine Dziri
Leichtgewicht: in der 1. Runde ausgeschieden

- Azouz Bechir
Halbweltergewicht: in der 1. Runde ausgeschieden

- Omrane Sadok
Welterweight: im Achtelfinale ausgeschieden

- Mohamed Ben Gandoubi
Mittelgewicht: in der 1. Runde ausgeschieden

### Fechten
- Norbert Brami
Florett: in der 1. Runde ausgeschieden
Degen: in der 1. Runde ausgeschieden

- Jean Khayat
Florett: in der 1. Runde ausgeschieden
Säbel: in der 1. Runde ausgeschieden

- Raoul Barouch
Florett: in der 1. Runde ausgeschieden
Degen: in der 1. Runde ausgeschieden
Säbel: in der 1. Runde ausgeschieden

- Ali Annabi
Degen: in der 1. Runde ausgeschieden
Säbel: in der 1. Runde ausgeschieden

### Fußball
- in der Gruppenphase ausgeschieden
Abdel Majid Naji
Abderrahman Ben Azzedine
Brahim Kerrit
Hamadi Dhaou
Larbi Touati
Khalled Loualid
Abdelmajid Chetali
Mohamed Meddeb
Mohamed Zguir
Ahmed Al-Sghaier
Moncef Cherif
Ridha Rouatbi
Taoufik Ben Othman

### Leichtathletik
- Brahim Karabi
400 m: im Vorlauf ausgeschieden

- Abdeslem Dargouth
800 m: im Vorlauf ausgeschieden

- Mohamed Gouider
1500 m: im Vorlauf ausgeschieden

- Ahmed Labidi
Marathon: 49. Platz

- Hedi Dhaoui
Marathon: Rennen nicht beendet

- Mouldi Essalhi
Marathon: Rennen nicht beendet

- Mongi Soussi Zarrouki
400 m Hürden: im Vorlauf ausgeschieden

- Khalifa Bahrouni
20 km Gehen: 27. Platz

- Naoui Zlassi
20 km Gehen: 28. Platz
50 km Gehen: Rennen nicht beendet

- Mohamed Ben Lazhar
20 km Gehen: Rennen nicht beendet
50 km Gehen: 26. Platz

- Sylvain Bitan
Hochsprung: ohne gültige Höhe

### Moderner Fünfkampf
- Lakdar Bouzid
Einzel: 56. Platz
Mannschaft: 17. Platz

- Habib Ben Azzabi
Einzel: 57. Platz
Mannschaft: 17. Platz

- Ahmed Ennachi
Einzel: 58. Platz
Mannschaft: 17. Platz

### Radsport
- Mohamed Touati
Straßenrennen: 74. Platz
Mannschaftszeitfahren: 27. Platz

- Ali Ben Ali
Straßenrennen: Rennen nicht beendet
Mannschaftszeitfahren: 27. Platz

- Mohamed El-Kemissi
Straßenrennen: Rennen nicht beendet
Mannschaftszeitfahren: 27. Platz

- Bechir Mardassi
Straßenrennen: Rennen nicht beendet
Mannschaftszeitfahren: 27. Platz

### Schießen
- Habib Dallagi
Kleinkalibergewehr liegend 50 m: 81. Platz

- Moustafa Chellouf
Kleinkalibergewehr liegend 50 m: 83. Platz